# Liste der Geotope im Landkreis Peine
Die Liste der Geotope im Landkreis Peine enthält die Geotope im Landkreis Peine in Niedersachsen. Einige dieser Geotope stehen zugleich als Naturdenkmal (ND), Landschaftsschutzgebiet (LSG), Naturschutzgebiet (NSG) oder Teil von diesen unter Schutz.
| Geotop-Nr. | Bezeichnung                               | Ort                             | Bemerkung | Koordinaten                    | Bild           |
| ---------- | ----------------------------------------- | ------------------------------- | --- | ------------------------------ | -------------- |
| 3627/01    | Erdfall Kniekuhle                         | ca. 800 m NW Oedesse, Peine     | Erdfall. Durchmesser 30 m. Stratigraphie: Quartär-Holozän. Petrographie: Flach mit Wasser gefüllter Erdfall. Naturdenkmal ND-PE 35.                                                    | 52° 23′ 33″ N, 10° 12′ 42,8″ O |                |
| 3627/02    | Luhberg, höchste Erhebung einer Endmoräne | ca. 1,3 km W Stederdorf, Peine  | Endmoräne. Länge 300 m, Breite 120 m. Stratigraphie: Quartär-Pleistozän. Im Landschaftsschutzgebiet LSG-PE 5.                                                                          | 52° 20′ 44,2″ N, 10° 12′ 59″ O |                |
| 3627/03    | Wendesser Moor                            | ca. 1,4 km NW Stederdorf, Peine | Moor. Fläche: 63,2 ha. Stratigraphie: Quartär-Holozän. Petrographie: Vorwiegend sehr stark zersetzter Seggentorf von 0,5 m Mächtigkeit. Naturschutzgebiet NSG-BR 037 „Wendesser Moor“. | 52° 21′ 36″ N, 10° 12′ 54″ O   | weitere Bilder |